# ドラムヘッド

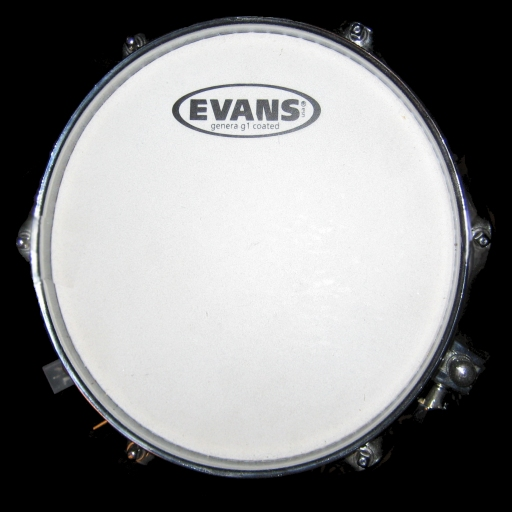
ドラムヘッドの例

ドラムヘッド(Drumhead)とは、ドラムの打面や裏面に用いられる皮である。通常、ヘッドと略される。

## 概要
本皮製(牛皮が主)やプラスチック製のものがある。
プラスチック製のものの中には表面にザラザラとしたコーティングがされているもの、フィルムが２枚重ねになっているもの、ヘッドの裏や表にフィルムが貼ってあるもの、本皮製のヘッドに似せたもの、フェルトが貼ってあるもの、穴が開いているものなど多様である。

## 主要メーカー
- REMO（英語版）
- EVANS
- AQUARIANアクエリアン